# Valea Rotundă
Valea Rotundă (węg. Üknyéd) – wieś w Rumunii, w okręgu Harghita, w gminie Dealu. W 2011 roku liczyła 71 mieszkańców.